# Георгије Грк
Георгије Грк (XIV век) био је дубровачки сликар.

## Дело
Георгије Грк је од 1377. до 1386. живео и радио у Дубровнику, потом одлази у Котор где умире око 1395. У Котору је имао сликарску радионицу и ученика, сликара Теодора Савина из Котора.